# Де Оливейра, Кловис
Кловис Альберто де Оливейра (порт. Clóvis Alberto de Oliveira; 22 октября 1954 года, Дуки-ди-Кашиас, Бразилия) — бразильский футбольный тренер.

## Биография
В качестве тренера работал на различных континентах. В девяностые годы де Оливейра возглавлял сборные Тринидада и Тобаго и Танзании.
В июне 2000 года бразилец был назначен на пост главного тренера сборной Ямайки. Параллельно он являлся техническим директором в местной федерации футбола. Перед ним ставилась задача вывести национальную команду на Чемпионат мира 2002. Однако, в отличие от удачной кампании по попаданию на ЧМ-1998, сборная неудачно провела отбор. В сентябре 2001 года она уступила Гондурасу и лишилась всех шансов на второй подряд выход на мундиаль. После неудачного результата Президент федерации Хорас Бурелла отправил де Оливейру в отставку.
В 2004 году Де Оливейра являлся ассистентом Рене Симойнса в женской сборной Бразилии на летних Олимпийских играх в Афинах. На ней национальная команда под руководством наставников завоевала серебро. Ранее специалист работал вместе с Симойнсом в Ямайке.
В 2016 году Кловис Де Оливейра после долгого перерыва вернулся к тренерской деятельности. Почти год он руководил бразильским клубом «Америка» из Рио-де-Жанейро.